# Ivan Generalić
Ivan Generalić (Hlebine, 21. prosinca 1914. – Koprivnica, 27. studenoga 1992.), hrvatski naivni slikar.
Začetnik je suvremene hrvatske naivne umjetnosti, središnja osoba i mentor druge generacije tzv. Hlebinske škole. Samostalno je izlagao u Parizu, New Yorku i Bruxellesu te je sudjelovao i u mnogim grupnim izložbama, primjerice u Baden-Badenu, Baselu, Bratislavi, Šangaju, Pekingu, Tokiju, Petrogradu, Madridu i dr. Sudjelovao je na bijenalu u São Paulu, čime je pokrenuo međunarodnu afirmaciju hrvatske naivne umjetnosti.

## Životopis
Ivan Generalić rođen je 21. prosinca 1914. u Hlebinama u siromašnoj seljačkoj obitelji. U razdoblju od 1921. do 1926. godine završio je četiri razreda pučke škole u Hlebinama i peti razred u Drnju. Tijekom djetinjstva pomaže roditeljima – majci Tereziji i ocu Mati – u poslovima oko seoskog gospodarstva te crta i slika u slobodno vrijeme. Kasnije se bavi poljoprivredom, no ne zanemaruje slikanje. Kao petnaestogodišnjak upoznaje akademskog slikara Krstu Hegedušića (1901. – 1975.) te pod njegovim mentorstvom počinje sustavno slikati. Prvi put izlaže zajedno s Franjom Mrazom na III. izložbi udruženja umjetnika »Zemlja« koja je bila otvorena u Umjetničkom paviljonu u Zagrebu 13. rujna 1931. godine.
Godine 1934. sklapa brak s Ankom Kolarek, a 1935. godine rađa im se sin Josip koji će krenuti očevim stopama i također se afirmirati kao slikar.
Godine 1936. sudjeluje u  I. izložbi hrvatskih seljaka slikara Generalić – Mraz u Salonu Urlich u Zagrebu. Godine 1938. održava dvije samostalne izložbe –  ponovno u Salonu Urlich u Zagrebu te u Novom Sadu. Unatoč tomu što je postao uvažen i cijenjeni slikar, ostaje i dalje živjeti na selu te se paralelno bavi slikarstvom i poljoprivredom.
Nakon završetka Drugog svjetskog rata Generalić okuplja u Hlebinama nekoliko nadarenih seoskih mladića i time započinje druga generacija seljaka – slikara tzv. Hlebinske škole.
Godine 1952. u Zagrebu se osniva Seljačka umjetnička galerija (danas Hrvatski muzej naivne umjetnosti) čiji je stalni postav bio baziran poglavito na Generalićevim slikama.
Jedna od ključnih godina za Generalićevu slikarsku karijeru bila je 1953. kada priređuje samostalnu izložbu u Parizu kojom započinje njegov uspješan prodor u širi europski prostor.:36
U to doba počinje blisko surađivati s povjesničarom umjetnosti, likovnim kritičarom Mićom Bašičevićem. Sredinom pedesetih godina radi kao honorarni nastavnik likovnog odgoja u osmogodišnjoj školi u Hlebinama.
Godine 1958. sudjeluje na povijesnoj i kritičkoj izložbi 50 Ans d'Art Moderne u Bruxellesu,  gdje je uvršten među najeminentnije slikare prve polovice dvadesetog stoljeća. 
Sredinom šezdesetih godina započinje suradnju sa švicarskim galeristom Brunom Bischofbergerom.
U Bratislavi 1969. godine na svjetskoj izložbi naive međunarodni žiri uvrštava ga, kao jedinog živućeg slikara, u klasike naive.
Godine 1975. umire mu supruga Anka.
Od 1977. godine živi naizmjence u Sigecu i Primoštenu. Godine 1980. ženi se Rozom Lončarić s kojom će provesti ostatak života. Iste godine poklanja dvadesetak slika Galeriji u Hlebinama, čime je utemeljena muzejska zbirka Ivan Generalić.
Tijekom svoje slikarske karijere priredio je preko sedamdeset samostalnih izložaba te je sudjelovao i na nekoliko stotina grupnih, među kojima su i najznačajnije smotre svjetske naive. U nekoliko navrata bavio se i kazališnom scenografijom, a brojnim crtežima ilustrirao je i više knjiga poezije. O njegovu stvaralaštvu objavljeno je osam monografija, od kojih su neke prevedene na više svjetskih jezika. O njegovu životu i radu Mladen Pavković objavio je nekoliko zapaženih knjiga, inicijator je podizanja spomen-ploče na obiteljskoj kući u Sigecu, gdje je živio, a organizator je i Okruglog stola pod pokroviteljstvom Ministarstva kulture o djelu - Ivana Generalića. Pavković je također objavio i CD s naslovom "Tako je govorio Ivan Generalić", a u povodu 100-te obljetnice njegova rođenja.
Ivan Generalić, osnivač i ključni predstavnik Hlebinske škole i hrvatske naive, preminuo je 27. studenog 1992. u Općoj bolnici u Koprivnici, a sahranjen je u selu Sigetec nedaleko Hlebina.
Za doprinos hrvatskoj kulturi Ivan Generalić postumno je odlikovan Redom Danice hrvatske s likom Marka Marulića.

## Slikarski počeci i osnutak tzv. Hlebinske škole
Ivan Generalić već od ranog djetinjstva crta i slika. Sustavno se počinje baviti slikarstvom u ljeto 1930. godine nakon što s Franjom Mrazom upoznaje akademskog slikara Krstu Hegedušića koji im postaje mentor. 
Iako se ljeto 1930. veže za osnutak Hlebinske škole, postoje izvori koji tvrde da je „škola“ osnovana i ranije. Tako je, prema Ivi Hergešiću, Krsto Hegedušić već 1929. godine osnovao seljačku slikarsku školu u Hlebinama.
Hegedušić u početku pokazuje Generaliću i Mrazu različite tehnike slikanja, zatim ih upućuje da ne preslikavaju svetačke slike i razglednice inzistirajući da rade samostalno, na temelju svojih opažanja. Tako nastaju Generalićevi prvi prikazi tipičnih motiva seoskoga života, prožeti ponekad socijalnom tematikom. Hegedušić im omogućuje da prvi put izlažu kao gosti na III. izložbi udruženja umjetnika Zemlja koja je bila otvorena 13. rujna 1931. godine u Zagrebu. Ubrzo nakon toga Ivan Generalić počinje samostalno izlagati te se postupno počinje i profesionalno baviti slikanjem. 
Nakon Drugoga svjetskog rata Generalić otkriva trojicu mladića iz Hlebina kao slikarske talente: Franju Doleneca, Franju Filipovića i Dragana Gažija te postaje njihov mentor. Time je inicirana druga generacija seljaka slikara Hlebinske škole.

## Slikarska razdoblja
Generalićev slikarski opus može se podijeliti u nekoliko stilsko-morfoloških i poetičkih cjelina ili razdoblja:  na razdoblje od 1930. do 1932./33.; zemljaško i postzemljaško razdoblje od 1932./33.  do 1936./37.;  lirsko ili „belkantističko“ razdoblje od 1937./38. do 1945.; razdoblje od 1946. do 1950./51. (doba realističkog prosedea i tendencioznog realizma); razdoblje od 1952. do 1961./62. (doba pune zrelosti i druge klasike te umjetnikove iznimne međunarodne afirmacije); razdoblje od 1963. do 1973./74. (doba osobnog manirizma) te na  razdoblje od 1974. do 1992. godine (doba nove sinteze i pozne godine).

### Razdoblje od 1930. do 1932./33. godine
To je doba tzv. inicijalne ili „dječje“, „infantilne“ faze. U tom razdoblju nastaju Generalićeva djela na kojima se ističu plošnost, stilizacija i ritmizacija te stanovite nespretnosti u oblikovanju. Umjetnik radi uglavnom akvarele – Hlebinski kanas, Talajčev most, Brlekov mlin, Husovci u snegu i Sajam u Novigradu Podravskom – te niz crteža tušem (Cigani).

### Zemljaško i postzemljaško razdoblje – od 1932./33.  do 1936./37. godine
U tom razdoblju Generalićevo stvaralaštvo odlikuju socijalno i politički angažirane teme pod utjecajem umjetničke grupe Zemlja. Nastaju djela karakteristična uporabom lokalnog kolorita, plošnošću, stilizacijama, apstrahiranjem detalja te tipološkim prikazivanjem likova. U tom razdoblju, kako piše Vladimir Crnković, „slikar predočuje tipične seoske motive prožete socijalnom notom: nižu se čuvari svinja, seoska proštenja, procesije, pogrebi, plesovi, maškare, pljenidbe za porez, sukobi seljaka i žandara“.:34 U najistaknutija djela ubrajaju se slike Rekvizicija iz 1934., Đelekovečka buna iz 1936. te Bistrički bokci iz 1937. godine.

### Lirsko ili „belkantističko“ razdoblje od 1937./38. do 1945. godine
Od 1937./1938. do 1945. godine traje Generalićeva „lirska“ faza ili, kako se još naziva,  doba „belkanta“ odnosno prve „klasike“. Tijekom tog razdoblja umjetnik se okreće pejsažnoj tematici i tonskom slikarstvu; slika sve više ugođaje, a manje likove, ljudske radnje i egzistencijalne probleme.  Fokusira se na šume, izdvojeno drveće, trave, oranice, poplavljene livade i oblačno nebo koje koristi kao osnovne motive na svojim slikama. Iako se služi realističkim detaljima, njegovi su pejsaži poopćeni, idealizirani te prožeti bukolikom i lirizmom. Seljaci su prikazani u svakodnevnim i tipičnim situacijama. To razdoblje karakterizira predočavanje ugođaja nauštrb naracije te uporaba tehnike slikanja uljem ili temperom na staklu umjesto dotadašnjih tehnika – ulja na platnu, kartonu ili daski. Tipične su slike za to razdoblje  Ciganska kola (oko 1939.), Đurini dvori (1939.), Otok (1940.), Svinjari (1942.), Seosko dvorište (1943.) i Zubatanje listinca (1943.).

### Razdoblje od 1946. do 1950./51. godine – doba realističkog prosedea i tendencioznog realizma
Od 1946. godine Generalić postupno mijenja slikarsku poetiku i tematiku; sve očitije napušta lirizam, bukoliku i romantične prikaze ruralnog krajolika, a prednost daje krutom realističnom postupku. Umjesto idiličnih prikaza seoskog života prikazuje frontovce na izgradnji pruga i tunela, ženske brigade, zadrugare pri obnovi i izgradnji ratom razorenog i porušenog. Ipak, ne odriče se u potpunosti dotadašnjih motiva – i dalje slika berbe, žetve, seoska dvorišta i pejsaže, ali bez njegova karakterističnog lirizma. Osim navedenih tema posvećuje se i slikanju portreta, od kojih se ističu Starac (1948.), Portret Franje Gažija (1950.) i Japa (1951.).

### Razdoblje od 1952. do 1961./62. godine – doba pune zrelosti i druge klasike te umjetnikove iznimne međunarodne afirmacije
Godine 1953. samostalnim nastupom u Galerie Yougoslave u Parizu započinje Generalićeva internacionalna afirmacija.:36
Početkom 50-ih godina on počinje slikati mrtvu prirodu kao zaseban motiv te na njima najčešće predočuje kruh, sir, voće i povrće te očerupanu perad. Važne realizacije slike su poput Očupanog peveca (1954.) ili Obešenog peveca (1959.). U tom razdoblju autor je naslikao i nekoliko vrhunskih scena s noćnim prizorima (Požar, 1953., Coprnica, 1954. i Pevec na krovu, 1956.). Sredinom i krajem tog desetljeća počinje slikati i simboličke, fantastične i alegorijske prikaze kao što su Smrt Viriusa (1959.) ili Rogati konj (1961.), slike čije potpuno značenje možemo dokučiti tek kada se upoznamo s kontekstom njihova nastanka te sa simbolikom pojedinih njihovih elemenata. Tako, primjerice, značenje pojedinih naslikanih elemenata ili subjekata, poput pijevca, varira ovisno o slici na kojoj se oni nalaze, odnosno o njihovu kontekstu, a Generalić često koristi i simboliku boja – slika bijele jelene, zelene i plave krave, crvene bikove itd.:35 Veliki formati, što su se zaredali u Generalića od kraja pedesetih godina nadalje, omogućili su mu da zadovolji svoju strast za naracijom, a da pritom gotovo nikad ne pretjera u nizanju pojedinosti, pa čak i kada predočava više malih izdvojenih, samostalnih priča u jedinstvenoj kompoziciji i temi (Pomrčina sunca, 1961.).

### Razdoblje od 1963. do 1973./74. godine – doba osobnog manirizma
Od 1963. godine u Generalićevu slikarstvu ističe se sve veće prisustvo narativnosti, a niz djela odlikuje i izražena teatralnost. Umjetnik svoje slike organizira poput kazališnih prikaza, koristi snažnu gestikulaciju likova te kulisno oblikovanje pejsaža i arhitekture.:35 Često se bavi i eminentno dekorativnim značajkama. U slikama brojnih pijetlova, poput Raspetog peveca iz 1964. godine, simbolički prikazuje univerzalnu ljudsku dramu. U to vrijeme nastaje i niz replika njegovih dotada najuspješnijih slika, kao i varijacija na brojne uspješnice.

### Razdoblje od 1974. do 1992. godine – doba nove sinteze i pozne godine
U to doba autor iskazuje nove izmjene u motivici, stilu i poetici; sve snažno simplificira, reducira na najbitnije, a u koloritu sve svodi samo na nekoliko osnovnih boja. Javljaju se djela velikih dimenzija s apstraktnim pozadinama i evidentnim minimalizmom kao što je Autoportret iz 1975. godine. Tijekom tog razdoblja slikar naznačuje egzistencijalnu problematiku poput osamljenosti, prolaznosti života, odnosno neminovnosti smrti. Paralelno uz slike takvih novih značajki nastaju djela što se odlikuju narativnošću, s jakom deskriptivnom notom, gdje umjesto sumarnih zahvata nalazimo detaljističko nizanje umjesto malog broja boja i nadalje je prisutno bogatstvo kolorita.

## Crteži
Značajno mjesto u Generalićevu opusu zauzimaju crteži. Važnost tih djela proizlazi iz nekoliko činjenica. Vladimir Crnković navodi da je „umjetnik svoju likovnu djelatnost započeo crtežima“, da je „crtež osnovni konstitutivni dio svake njegove slike i, naposljetku, da je on u crtežima, kao samostalnoj disciplini, stvorio niz značajnih djela.“
Crteži Ivana Generalića od velike su i povijesne i teoretske važnosti jer su to prvi primjeri naive na prostorima Hrvatske i cijele onodobne Jugoslavije.
Prvi je Generalićev poznati crtež Cigani iz 1931. godine i bio je izložen na trećoj izložbi grupe Zemlja u Umjetničkom paviljonu u Zagrebu. S obzirom na važnost i opsežnost crteža u Generalićevu opusu, sve do 1984. godine kada Vladimir Crnković objavljuje studiju Ivan Generalić – Crteži, nije postojao cjeloviti prikaz umjetnikova crtačkog umijeća te je taj dio njegova stvaralaštva bio nedovoljno istražen. Generalićevi crteži, što se tiče oblikovanja, stilizacije te odabira tema i motiva, okvirno prate približno iste stilsko-morfološke i poetičke značajke kao i njegova slikarska djela.
Tijekom prvog razdoblja umjetnik crta olovkom i tušem pod mentorstvom Krste Hegedušića. 
U zemljaškom razdoblju Generalićevi se crteži odlikuju uporabom stroge kompozicije i plošnošću te sažimanjem na bitno. Koristio se jasnom i oštrom crtom kao osnovnim izražajnim sredstvom te se koncentrirao na ritmizaciju i tipološko predstavljanje likova. Tada nastaju crteži Stari Ferko, Rekvizicija, Krava i U štali – svi iz 1932. godine.
U doba lirskog ili belkantističkog razdoblja dolazi do promjena i u poetici crteža; na Generalićevim crtežima prevladavaju prikazi pejsaža s isticanjem lirizma i poetskog realizma. Tijekom tog razdoblja on se počinje služiti mekšom i gušćom crtom, ali i dalje izbjegava uporabu sjenčanja na crtežima. Tada u Generalićevim djelima prevladava sažimanje na bitno, stilizacija i stil bijelih figura na bijelom fondu te oblikovanje u obrisima bez detaljiziranja. 

Godine 1946. započinje razdoblje s izvjesnim socrealističkim značajkama, a od 1963. nastaju brojna narativna djela. Vidi se jaka gestikulacija likova, teatralnost i kulisno oblikovanje krajolika i arhitekture. U tom razdoblju Generalić počinje isticati voluminoznost sjenčanjem u crtežima olovkom i počinje učestalo izlagati crteže predloške za slike na staklu.

## Izdvojena djela
- „Rekvizicija“, 1934., ulje na šperploči, 35.8 x 43.2 cm, Hrvatski muzej naivne umjetnosti, Zagreb
- „Pogreb Štefa Halačeka“, oko 1935./36., ulje na platnu, 50 x 47 cm, Moderna galerija, Zagreb
- „Đelekovečka buna“, 1936., ulje na kartonu, 52 x 64.5 cm, Muzej Zander, Njemačka
- „Krave u šumi“, 1938., ulje na staklu, 44.3 x 34.3 cm, Hrvatski muzej naivne umjetnosti, Zagreb
- „Žeteoci“, oko 1939., ulje na staklu, 40.9 x 41.5 cm, Hrvatski muzej naivne umjetnosti, Zagreb
- „Otok“, 1940., ulje na staklu, 26 x 44 cm, Moderna galerija, Zagreb
- „Svinjari“, 1942., ulje na platnu, 30 x 45 cm, privatno vlasništvo, Njemačka
- „Seosko dvorište“, 1943., ulje na staklu, 28 x 34 cm, privatno vlasništvo, Njemačka
- „Zubatanje listinca“, 1943., ulje na staklu, 40.5 x 35 cm, Muzej suvremene umjetnosti, Zagreb
- „Očupani pevec“, 1954., ulje na staklu, 36 x 52 cm, Moderna galerija, Zagreb
- „Pevec na krovu“, 1956., ulje na staklu, 38 x 52 cm, Hrvatski muzej naivne umjetnosti, Zagreb
- „Drvoseče“, 1959., ulje na staklu, 71 x 121 cm, Hrvatski muzej naivne umjetnosti, Zagreb
- „Jelenski svati“, 1959., ulje na staklu, 100 x 175 cm, privatno vlasništvo, Zagreb
- „Smrt Viriusa“, 1959., ulje na staklu, 49 x 62 cm, Hrvatski muzej naivne umjetnosti, Zagreb
- „Pomrčina Sunca“, 1961., ulje na staklu, 76 x 145 cm, Hrvatski muzej naivne umjetnosti, Zagreb
- „Rogati konj“, 1961., ulje na staklu, 76 x 145 cm, Zbirka Goran Generalić, Koprivnica
- „Autoportret“, 1975., ulje na staklu, 86 x 96 cm, Hrvatski muzej naivne umjetnosti, Zagreb

## Galerija djela
- Ivan Generalić - Žeteoci, oko 1939., ulje na staklu
- Ivan Generalić - Pevec na krovu, 1956., ulje na staklu
- Ivan Generalić - Poplava, 1960., ulje na staklu
- Ivan Generalić - Pomrčina sunca, 1961., ulje na staklu
- Ivan Generalić - Autoportret, 1975., ulje na staklu

## Značajnije izložbe
- Prvo izlaganje u javnosti: III. izložba grupe "Zemlja", Umjetnički paviljon, Zagreb, 1931.
- I. izložba hrvatskih seljaka slikara, Generalić – Mraz, Salon Urlich, Zagreb, 1936.
- Samostalna izložba, Salon Urlich, Zagreb, 1938.
- Samostalna izložba, Galerie Yougoslave, Pariz, 1953.
- Samostalna izložba, Gradska galerija, Beograd, 1955.
- III. Biennale likovnih umjetnosti, São Paolo, 1955.
- Naivni umetnici Jugoslavije, Beograd, Skoplje, Ljubljana, 1957., Zagreb 1958.
- 50 Ans d'Art Moderne, Bruxelles, 1958.
- Samostalna izložba, Palais des Beaux-Arts, Bruxelles, 1959.
- Samostalna izložba, Galerija primitivne umjetnosti, Zagreb, 1960.
- Contemporary Yugoslav Primitive Painters, Arthur Jeffrey Gallery, London, 1961.
- Yugoslav Modern Primitives, National Gallery of Scotland, Edinburgh, 1962.
- Ivan Generalić und die Schule von Hlebine, City-Galerie, Zürich, 1964.
- Ivan und Josip Generalić, Galerie Friedrich und Dahlem, München, 1964.
- The Hlebine School, Mercury Gallery, London, 1965.
- Zemlja, Kritička retrospektiva, Umjetnički paviljon, Zagreb, 1971.
- Nadrealizam i hrvatska likovna umjetnost, Umjetnički paviljon, Zagreb, 1972.
- Samostalna izložba, Muzej za umjetnost i obrt, Zagreb, 1973.
- Samostalna izložba, Rizzoly Gallery, New York, 1977.
- Seljaci i radnici, slikari i kipari između dva rata, Galerija primitivne umjetnosti, Zagreb, 1979.
- Hlebinski krug, 50 godina naivnog slikarstva, Hlebine, Koprivnica 1981.
- Tendencije avangardi u hrvatskoj modernoj umjetnosti 1919 – 1941, Galerija suvremene umjetnosti, Zagreb, 1982.
- Samostalna izložba, Galerie Hell und Hell, München, 1987.
- Samostalna izložba, Hrvatski muzej naivne umjetnosti, Zagreb, 2010.

## Nagrade i priznanja
- Odlikovan je Redom Danice hrvatske s likom Marka Marulića.

## Vanjske poveznice
- Hrvatski muzej naivne umjetnosti  Arhivirana inačica izvorne stranice od 10. ožujka 2007. (Wayback Machine)
- Studio Generalic
- Ivan Generalić: Doajen hrvatske naivne umjetnosti, najveći predstavnik hrvatskog naivnog slikarstva
- Dvadeset godina od smrti Ivana Generalića: Bio je tvrdoglav i samouvjeren
- Ivan Generalić - kroničar realnog i sanjanog
- Generalić, slikareva mala i velika smrt
- Ivan Generalić – galerija slika u vlasništvu HMNU  Arhivirana inačica izvorne stranice od 9. svibnja 2012. (Wayback Machine)
- Biografija Ivana Generalića[neaktivna poveznica]
- Ivan Generalić – Zander Collection